# Kalkkruiper
De kalkkruiper (Harpalus dimidiatus) is een keversoort uit de familie van de loopkevers (Carabidae). De wetenschappelijke naam van de soort werd in 1790 gepubliceerd door Pietro Rossi.